# Osby (commune)
La commune d'Osby est une commune suédoise du comté de Skåne. 12 828 personnes y vivent. Son chef-lieu se trouve à Osby.

## Localités principales
- Killeberg
- Lönsboda
- Osby